# 恋愛信号
恋愛信号（れんあいしんごう）は、日本のロックバンド。

## メンバー
- MIN（福里晃一、1969年6月12日 - ） - ボーカル
  - 結成前はDarling Darlinのボーカリストとして活動。
- SHINYA（奥村慎也、1970年8月3日 - ） - ボーカル・ギター
  - 解散後はシンガーソングライターとして活動。
- JOHNNY（斎藤佳由樹、1967年7月23日 - ） - ギター
  - 結成前はNEW DAYS NEWzのギタリストとして活動。
- UOchang（魚谷幸一、1966年8月11日 - ） - ベース
  - 結成前はイエローダックのベーシストとして活動。
- IKEchin（池田成人、1965年7月7日 - ） - キーボード
  - 結成前はTIO（のちの20世紀Jr.）のドラマーとして活動するも脱退[2]。1989年にThe 3TONESを結成し、キーボーディストおよびリーダーを担当。サウンドハウスからアルバム「日本沈没」をリリースするも[3]、1991年に解散[2]。
- KINchan（金原崇、1967年11月21日 - ） - ドラムス
  - 結成前はTHE FUSEのドラマーとして活動。

## 概要・略歴
1993年結成。
1995年5月、wea japanからシングル「逢いたかった」でデビュー。
1997年にユニバーサルビクターに移籍。
2000年7月20日、渋谷公会堂で行われたラストライブをもって解散。
2023年、wea japan在籍時のアルバム2枚が配信された。

## タイアップ一覧
| 使用年 | 曲名                 | タイアップ                                                |
| ------ | -------------------- | --------------------------------------------------------- |
| 1995年 | ロマンス             | 読売テレビ・日本テレビ系『THE ワイド』エンディングテーマ  |
| 1995年 | あなたに会えて       | テレビ朝日系『夜中の天丼』エンディングテーマ              |
| 1996年 | ラヴレター           | フジテレビ系『前略ヒロミ様』エンディングテーマ            |
| 1997年 | Shining Day          | am/pm キャンペーンイメージソング                          |
| 1998年 | きっと風は吹くだろう | テレビ東京系『64マリオスタジアム』エンディングテーマ      |
| 1998年 | 南風にのせて         | テレビ東京系『20 NIJU』エンディングテーマ                 |
| 1999年 | サヨナラ             | 日本テレビ系『モグモグGOMBO』エンディングテーマ           |
| 1999年 | 彼女の友達           | フジテレビ系『奇跡体験!アンビリバボー』エンディングテーマ |

## メディア出演

### ラジオ
- MUSIC VOICE（1998年10月 - 1999年9月、CROSS FM）